# بحيرة أبراهام
بحيرة ابراهام بحيرة صناعية تقع شمال نهر ساسكاتشيوان (بالإنجليزية: Saskatchewan)‏ في غرب مقاطعة ألبيرتا في كندا. أنشئت هذه البحيرة عام 1972 نتيجة بناء سد بيغورن والذي سمي فيما بعد بسد سيلاس أبراهام على وادي غير مأهول في القران التاسع عشر.
وتحدث في هذه البحيرة ظاهرة غاية في الغرابة حيث تتواجد بها الكثير من فقاعات الهواء المتجمدة تحت سطح المياه يمكن أن تراها تحت الجليد الذي يغطي البحيرة في الشتاء مما جعل البحيرة مكانًا مشهورًا بالنسبة للكثير من المصورين ورغم أنك تستطيع أن ترى الفقاعات عند وقوفك بالقرب من السطح المتجمد للبحيرة إلا أن سطحها قوي تستطيع أن تتزلج عليه بأمان، ويُقال أن أحد أسباب هذه الظاهرة أن النباتات التي تعيش في قاع بحيرة ابراهام أثناء عملياتها الحيوية تطلق غاز الميثان الذي يتجمد عندما يصل إلى درجة برودة معينة بالقرب من سطح البحيرة.